# LVG C.VI
LVG C.VI – niemiecki samolot wielozadaniowy (rozpoznawczy i lekki bombowiec). Zaprojektowany i zbudowany w 1917 roku w zakładach lotniczych Luft-Verkehrs-Gesselschaft (LVG) w Berlinie.

## Historia

Silnik Benz Bz.IV eksponowany w MLP w Krakowie

W drugiej połowie 1917 roku szwajcarski konstruktor inż. Franz Schneider, pracujący w niemieckich zakładach lotniczych Luft-Verkehrs-Gesellschaft w Berlinie opracował nowy samolot wielozdaniowy LVG C.VI, który oparł na swoich poprzednich konstrukcjach tego rodzaju samolotów zbudowanych w tej wytwórni LVG, a w szczególności na samolocie doświadczalnym LVG E.I z 1914 roku oraz samolotach dwumiejscowych rozpoznawczych i lekkich bombowcach: LVG C.II z 1915 roku, LVG C.IV z 1916 roku i LVG C.V z 1917 roku.
Nowo opracowany samolot miał analogiczny układ dwupłata jak wcześniejsze samoloty, lecz był bardziej dopracowany pod względem aerodynamicznym. Różnił się wymiarami, był także lżejszy i miał lepsze właściwości pilotażowe oraz osiągi.
Samolot LVG C.VI miał kadłub o konstrukcji drewnianej, kratownicowej, z przodu o przekroju okrągłym, a od środka prostokątnym, który zwężał się ku tyłowi. W przedniej części kadłuba mieścił się silnik  rzędowy chłodzony cieczą. Górna część silnika wystawała poza obrys kadłuba. Za silnikiem znajdowały się dwie kabiny odkryte: pierwsza – pilota, osłonięta z przodu małym wiatrochronem, druga – obserwatora. Z tyłu kadłuba było zamocowane usterzenie klasyczne o kształcie ekliptycznym – pionowe skośne, poziome – proste, składające się ze stateczników i sterów. Kadłub pokryty był z przodu, przy silnikach, blachą aluminiową, dalej sklejką. Płaty o konstrukcji dźwigarowej drewnianej miały kształt prostokątny i pokryte były płótnem. Na końcach były lekko zaokrąglone. Lotki znajdowały się tylko na górnym płacie, w którym również z przodu umieszczono zbiornika paliwa, a za nim pośrodku chłodnicę cieczy chłodzącej silnik.

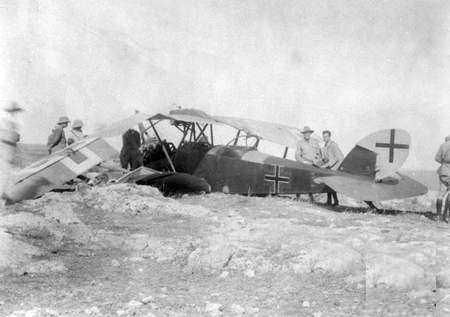
Zniszczony w Palestynie LVG C.V, 22.08.1918 r.

Samolot LVG C.VI oblatano na początku 1918 roku i po zakończeniu prób uruchomiono produkcję seryjną. Samoloty te sukcesywnie kierowane były przez Niemców na front zachodni I wojny światowej. Także po zakończeniu wojny były użytkowe, w lotnictwie kilku państw.
Łącznie w wyprodukowano około 100 samolotów LVG C.VI.

## Użycie samolotów w wojsku polskim
Po listopadzie 1918 roku jeden samolot LVG C.VI został zdobyty na terenie Małopolski przez polskie oddziały, a w czerwcu 1920 roku jeden taki samolot wyremontowano w Poznaniu w Warsztatach Sekcji Lotniczej na lotnisku Ławica. W 1920 roku kilkanaście samolotów zostało zakupionych od niemieckiej firmy prywatnej.
Samoloty LVG C.VI wprowadzono na uzbrojenie eskadr wywiadowczych: 6, 8, 12 i 14 lotnictwa polskiego. Brały one udział w lotach rozpoznawczy w trakcie wojny polsko-bolszewickiej.
Po zakończeniu działań bojowych kilka z nich używano do celów szkoleniowych. Ostatnim z nich był prawdopodobnie samolot LVG C.VI używany w Oficerskiej Szkole Obserwatorów Lotniczych w Toruniu, który został skasowany w 1924 roku.

## Opis techniczny
Samolot LVG C.VI był dwumiejscowym samolotem wielozadaniowym – rozpoznawczym i lekkim bombowym, dwupłatem o konstrukcji mieszanej. Podwozie klasyczne – stałe. Napęd silnik rzędowy, chłodzony cieczą. Śmigło drewniane, dwułopatowe.